# Karen Black
Ne doit pas être confondu avec Karen Bach.
Pour les articles homonymes, voir Black.
Karen Black (née Karen Ziegler) est une actrice et scénariste américaine née le 1er juillet 1939 à Park Ridge (Illinois) et morte le 8 août 2013 à Santa Monica (Californie).
Elle a tourné près de 200 films, et écrit (et interprété) deux chansons pour le film de Robert Altman, Nashville.

## Biographie

### Années 1960

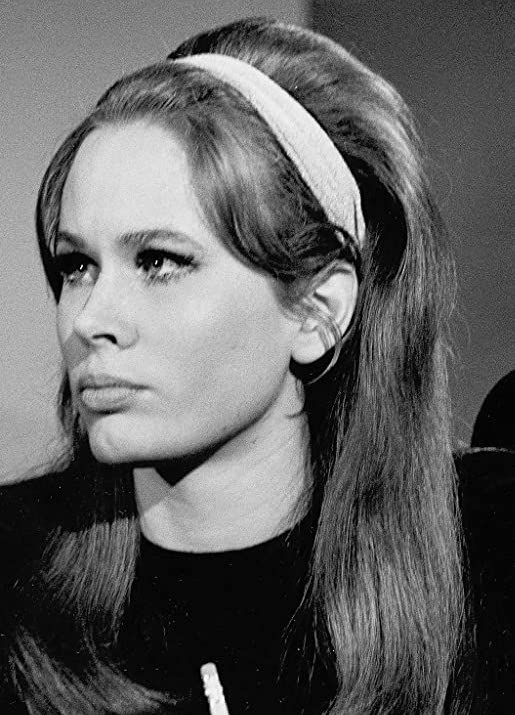
Karen Black en 1968.

Née à Park Ridge, en banlieue de Chicago, Karen Black est entrée à l'Université Northwestern à Chicago, à l'âge de 15 ans et en est sortie deux ans plus tard. Elle a étudié avec Lee Strasberg à New York et a travaillé un certain nombre de rôles à Broadway. Elle fait ses débuts au cinéma dans Big Boy de Francis Ford Coppola en 1966. Puis, jusqu'en 1968 travaille pour la télévision, avec les séries The F.B.I., Run for Your Life et Les Envahisseurs. En 1969, elle tourne un second rôle, aux côtés de Lee Remick, dans Hard Contract, puis obtient la reconnaissance et la consécration dans le film Easy Rider réalisé par Dennis Hopper avec Peter Fonda et Jack Nicholson.

### Années 1970
Après l’immense succès du film, Karen Black tourne dans le téléfilm Hastings Corner (1970), avant d’être nommée à l’Oscar la même année pour Five Easy Pieces. Elle est récompensée d’un Golden Laurel, d’un NBR Award, d’un NYFCC Award et d’un Golden Globe. Elle devient ensuite l’héroïne de Jack Nicholson dans Vas-y, fonce (1971). Puis joue dans Dialogue de feu et Né pour vaincre, où elle tient les rôles féminins principaux. Avant de connaître à nouveau le gros succès, avec 747 en péril  en 1975 aux côtés de Charlton Heston, elle apparaît dans Cisco Pike de Bill L. Norton, Portnoy et son complexe de Ernest Lehman, Échec à l'organisation de John Flynn et Rhinoceros de Tom O'Horgan. Tous ces films sont réalisés en un peu plus de deux ans. Après les succès de 747 en péril et de Trilogy of Terror (pour lequel elle recevra un TV Land Award en 2006), elle tournera aux côtés de Donald Sutherland dans Le Jour du fléau (1975).
En 1975, à Vienne, durant le tournage de Le Désir et la corruption avec Omar Sharif, on lui propose deux films : le film W.C. Fields et moi de Arthur Hiller, et le dernier film d'Alfred Hitchcock, Complot de famille. 
« Bien sûr, la question ne se posait pas. Travailler avec Hitchcock serait une expérience passionnante, même si je voulais l'autre rôle. » déclare-t-elle dans le documentaire de Laurent Bouzereau Plotting Family Plot (2001).
Le rôle de Fran qu’elle tient dans le film sera le plus célèbre de sa carrière. Après le succès du film, Karen Black remporte un Medalla Sitges en Plata de Ley pour son rôle dans Burnt Offerings, un film qui a pour sujet la maison hantée. Elle tourne ensuite dans un thriller politique, Capricorn One, avec Elliott Gould, Brenda Vaccaro et Telly Savalas entre autres. Puis tourne avec Lee Van Cleef dans The Squeeze et Le Renard de Brooklyn (1978), fait ses premiers pas dans le film de guerre avec 1922 (1978), et dans le film d’horreur avec L'Invasion des piranhas (1979). Puis elle joue aux côtés de Richard Harris et Martin Landau dans The Last Word aussi en 1979.

### Années 1980
Elle tourne trois téléfilms (Power, Where the Ladies Go et Police Story: Confessions of a Lady Cop en 1980). L’année suivante, elle est l’héroïne de deux drames : Separate Ways et The Grass Is Singing, avant de connaître à nouveau le succès avec trois grands films Chanel solitaire, La Donna giusta et Reviens Jimmy Dean, reviens.
En 1983, elle tourne dans la comédie Can She Bake a Cherry Pie? et dans le petit film, A Stroke of Genius, avant le très beau Martin's Day. Elle revient au film d’horreur en 1985, avec The Blue Man, puis à la télévision avec Arabesque. Tout en tournant des seconds rôles dans des petits films (Inferno in diretta, Savage Dawn), elle tient les premiers rôles de : L'Invasion vient de Mars (1986) (science-fiction/horreur), Flight of the Spruce Goose (1986) (drame) et de La Vengeance des monstres (1987) (troisième épisode de la saga d’horreur Le monstre est vivant). Karen Black reprend la place d’héroïne de film ou le rôle principal féminin avec Hostage en 1987, Dixie Lanes et The Legendary Life of Ernest Hemingway en 1988. Elle fait des apparitions dans The Invisible Kid, Night Angel, Judgement, Out of the Dark, Homer and Eddie avant de terminer les années 80 avec un épisode de la série télévisée Deux flics à Miami.

### Années 1990
En début d’année 1990, Karen Black tourne dans un épisode de la série ABC Weekend Specials, avant d’enchaîner neuf films la même année ! Principalement des films d’horreurs (Evil Spirits, Mirror, Mirror), violents/thriller (The Killer's Edge, Fatal Encounter, Overexposed), dramatique (The Children) mais aussi des comédies (Club Fed , Zapped Again! ) et des films d’action (Twisted Justice).
Les autres années 1990, elle ne ralentira pas en tournant au minimum 5 à 6 films par an. Entre 1991 et 1996, elle tourne 25 films, où elle tient principalement des seconds rôles. Elle revient à la science-fiction/action - avec Quiet Fire, Return of the Roller Blade Sev, Legend of the Roller Blade Seven, Caged Fear, Starstruck - à l’horreur - avec Les Enfants des ténèbres (où elle tient le premier rôle) Haunting Fear – au thriller – avec Final Judgement, Dark Blood – au drame – avec Bound and Gagged: A Love Story, Cries of Silence, The Trust, Every Minute Is Goodbye – et à la comédie – The Double 0 Kid, Auntie Lee's Meat Pies, Plan 10 from Outer Space, The Wacky Adventures of Dr. Boris and Nurse Shirley.
Sa carrière reprend de l’élan en 1996, quand elle joue dans Crimetime, dans Children of the Corn IV: The Gathering, et surtout Dogtown pour lequel elle reçoit la récompense de la meilleure actrice (Best Actress). En 1997, elle tourne dans les grandes comédies qu’elle écrit elle-même : Invisible Dad et Malaika. La même année, elle est la scénariste de son mari, Stephen Eckelberry pour le film Going Home. Puis, Karen Black est l’héroïne de Waiting for Dr. MacGuffin, où elle interprète l’assistante d’un dentiste, avant de recevoir une nouvelle récompense, cette fois-ci par l’Acting Award, pour sa prestation dans Fallen Arches. L’année suivante, elle tourne dans Light Speed (un film de science-fiction/horreur), film dont elle connaît bien le genre. Puis, elle est l’héroïne du court comique sur la religion Stripping for Jesus, écrit par Anne Heche.
Karen Black reprend ses services pour la télévision et tourne dans la série Profiler, avant de jouer dans le célèbre I Woke Up Early the Day I Died en 1998. Après avoir tourné dans le thriller Stir, le drame My Neighbor's Daughter ou Angel Blue, le fantastique Bury the Evidence, elle joue dans la célèbre série américaine La Vie à cinq, elle interprète un rôle dans le très grand Paradise Cove en 1999. Et referme les années 1990, avec deux petits films : Mascara et The Underground Comedy Movie, en jouant également dans la série Rude Awakening. En cette décennie, Karen Black aura tourné 55 films.

### Années 2000
Karen Black commence la décennie 2000 avec une nouvelle version d’Oliver Twist, Oliver Twisted. Puis elle tourne dans un film italien, Inviati speciali, avant de jouer dans le romantique Femmes ou Maîtresses, et dans les drames Red Dirt, Gypsy 83, Hard Luck. Elle revient à l’horreur, avec les terrifiants Soulkeeper (2001) et A Light in the Darkness, et à la comédie Buttleman (2002).
Elle fait son entrée dans la série New York, section criminelle avant d’obtenir une reconnaissance pour sa prestation dans le film d’horreur, La Maison des 1000 morts (2003). Elle joue ensuite dans des petits films (Paris, Summer Solstice, Dr. Rage), avant de reprendre les premiers rôles dans Curse of the Forty-Niner, Birth of Industry, et de recevoir deux récompenses en 2004 (un International Fantasy Film Award et un Outstanding Achievement Award) pour sa prestation dans Firecracker. Elle apparaît dans Dr. Rage puis le thriller Compartment, avant de jouer dans My Suicidal Sweetheart, une nouvelle reconnaissance. Elle joue de nouveau dans un court-métrage Trailer for a Remake of Gore Vidal's Caligula, et tourne des seconds rôles dans Whitepaddy et Hollywood Dreams, avant le drame Read You Like a Book.
En 2007, elle fait un carton avec sa prestation dans Suffering Man's Charity. Après ce succès, elle enchaîne avec quatre films (Irene in Time, Watercolors, A Single Woman et One Long Night) sortis courant 2008. elle se produit également au théâtre avec la pièce Missouri Waltz.

### Vie privée
Elle est la mère d'Hunter Carson, qui joue l'enfant dans Paris, Texas.
Âgée de 74 ans, elle meurt le 8 août 2013 en Californie, des suites d'un ampullome diagnostiqué en 2010.
Elle faisait partie de longue date de l'Église de scientologie.

## Filmographie partielle

### Actrice

#### Années 1960
- 1966 : Big Boy de Francis Ford Coppola : Amy Partlett
- 1967 : Les Envahisseurs (série télévisée), épisode "La Rançon" : Claudia
- 1968 : Mannix (série télévisée), Saison 1 Ep.16 "Le droit de tuer/License To Kill"
- 1969 : Easy Rider de Dennis Hopper : Karen

#### Années 1970
- 1970 : Cinq Pièces faciles (Five Easy Pieces) de Bob Rafelson : Rayette Dipesto
- 1971 : Vas-y, fonce (Drive, He Said) de Jack Nicholson : Olive
- 1971 : Dialogue de feu : Jenny Simms
- 1971 : Né pour vaincre (Born to Win) d'Ivan Passer : Parm
- 1971 : Cisco Pike de Bill L. Norton : Sue
- 1973 : La Lunule (The Pyx) de Harvey Hart : Elizabeth Lucy
- 1973 : Échec à l'organisation (The Outfit) de John Flynn : Bett Harrow
- 1974 : Gatsby le Magnifique (The Great Gatsby) de Jack Clayton : Myrtle Wilson (la femme du garagiste)
- 1974 : Rhinocéros de Tom O'Horgan : Daisy
- 1974 : 747 en péril de Jack Smight : Nancy Pryor
- 1974 : La Loi et la Pagaille (Law and Disorder ) d'Ivan Passer : Gloria
- 1975 : Le Jour du fléau de John Schlesinger : Faye Greener
- 1975 : Nashville de Robert Altman : Connie White
- 1976 : Le Désir et la corruption : Susan Winters
- 1976 : Complot de famille d'Alfred Hitchcock : Fran
- 1976 : Trauma : Marian Rolf
- 1977 : The Strange Possession of Mrs. Oliver (téléfilm) : Miriam Oliver/Sandy
- 1978 : Because He's My Friend (téléfilm) : Anne
- 1978 : Capricorn One de Peter Hyams : Judy Drinkwater
- 1978 : En hommage aux femmes de trente ans : Clarisse Saunders
- 1979 : Mister Horn (téléfilm) : Ernestina Crawford
- 1979 : L'Invasion des piranhas d'Antonio Margheriti : Kate Neville
- 1979 : The Last Word de Roy Boulting : Paula Herbert

#### Années 1980
- 1981 : Separate Ways
- 1981 : The Grass Is Singing
- 1981 : Chanel solitaire de George Kaczender : Émilienne d'Alençon
- 1982 : apparition non créditée dans Les Frénétiques de David Winters : elle-même
- 1982 : Reviens Jimmy Dean, reviens (Come Back to the Five and Dime, Jimmy Dean, Jimmy Dean), de Robert Altman : Joanne
- 1985 : Saturday Night Live, 2 épisodes : Host
- 1985 : Le Voyageur (série télévisée) : Kay Mason
- 1985 : Amazonia : La Jungle blanche : Karin
- 1985 : The Blue Man de George Mihalka
- 1985 : Miss Right de Paul Williams (en) : Amy
- 1986 : Arabesque (série télévisée) : Docteur Sylvia Dunn
- 1986 : L'Invasion vient de Mars : Linda Magnusson
- 1987 : La Vengeance des monstres : Ellen Jarvis
- 1989 : Deux flics à Miami (série télévisée)
- 1989 : Victims of Circumstance (série télévisée) : Helen Jackson
- 1989 : Voyageurs sans permis (Homer & Eddie) d'Andreï Kontchalovski : Belle

#### Années 1990
- 1990 : The Children : Sybil Lullmer
- 1991 : Les Enfants des ténèbres : Karen Thompson
- 1993 : Dark Blood de George Sluizer : la femme du motel
- 1996 : Crimetime : Millicent
- 1996 : Les Démons du maïs 4 : June Rhodes
- 1997 : Dogtown : Rose Van Horn
- 1997 : Conceiving Ada : Lady Byron
- 1998 : Profiler, épisode "Cycle of Violence" : Evie Long
- 1998 : Waiting for Dr. MacGuffin : L'assistante du dentiste
- 1998 : La Vie à cinq, épisode "One Christmas, to Go" : Doreen Jablonsky
- 1998 : I Woke Up Early the Day I Died : Whip Lady
- 1999 : Reputations: Alfred Hitchcock
- 1999 : Paradise Cove: Ma
- 1999 : Karen Black: Actress at Work

#### Années 2000
- 2000 :  Inviati speciali
- 2000 : Oliver Twisted
- 2001 : Plotting 'Family Plot'
- 2001 : Chasseurs de démons (Soulkeeper) : Martha la magnifique
- 2002 : Teknolust : Dirty Dick
- 2003 : La Maison des 1000 morts : la mère Firefly
- 2002 : New York, section criminelle : Vera Morgan
- 2005 : My Suicidal Sweetheart : La mère de Grace
- 2005 : Firecracker : Eleanor/Sandra
- 2007 : Suffering Man's Charity : Renee
- 2007 : Irene in Time : Sheila
- 2007 : A Single Woman : Storyteller
- 2007 : One Long Night : Barbara
- 2008 : Watercolors : Mme Martin
- 2013 : She Loves Me Not : Karla

### Réalisatrice
- 2007 : Missouri Waltz
- Karen Black film montage

## Distinctions

### Récompenses
- 1971 : Golden Globe de la meilleure actrice dans un second rôle pour Cinq pièces faciles
- 1975 : Golden Globe de la meilleure actrice dans un second rôle pour Gatsby le Magnifique
- 1999 : Acting Award de la meilleure actrice pour Fallen Arches (1998)

### Nominations
- 1971 : Oscar de la meilleure actrice dans un second rôle pour Cinq pièces faciles
- 1976 : Golden Globe de la meilleure actrice dans un film dramatique pour Le Jour du fléau
- 1976 : Grammy Award pour Nashville
- 2006 : TV Land Award pour Trilogy of Terror (1975)